# ストア・ポイキレ
ストア・ポイキレ（ギリシア語: Ποικίλη στοάまたはギリシア語: Πεισιανάκτειος στοά）はギリシャ アテネのアテナイのアゴラ内にある柱廊。日本語で彩色柱廊と書くこともある。紀元前5世紀（BC460年前後）にアテナイのアゴラの北端に造られた。
ストア・ポイキレは古代ギリシアで最も有名な場所であり、柱廊には戦争画や戦利品が飾られていた。また、この場所でゼノンが説いた哲学は、後にこの場所に因んでストア派と呼ばれることになる。近年の発掘調査によれば、外側の列柱はドーリア式、内側はイオニア式の円柱だったことが分かった。
建設後600年程度は、補修を繰り返して良い状態で残存していたと思われる。267年のヘルール族の侵入時に、展示されていた戦利品などは略奪され、396年頃までにはローマ帝国の属州総督が展示されていた絵画などを撤去した。その後50年から100年程度は建物自体は残っていたようだが、後に解体されアテナイの城壁を造る材料等として石材が持ち去られた。
1981年に行われた考古学調査により、ストア・ポイキレの大きさがゼウスのストアとほぼ同じ大きさであるとされた。

## ストア内に陳列された4絵画
ストア建造後まもなく、『オイノエ』『アマゾノマキア』『トロイアの陥落』『マラトマキア』の4つの絵画が陳列され、ペイシアナクテイオス＝ストア（Πεισιανάκτειος στοά）と呼ばれていた柱廊はポイキリ＝ストア（Ποικίλη στοά，絵画のある柱廊）と呼ばれるようになった。これらの絵画は失われてしまい現存していないが、2世紀の地理学者パウサニアスが著した『ギリシア案内記』からその内容を知ることができる。
ストアに陳列された絵画は、ストア建築と同時代と英雄時代の戦いを扱い、相互に関連しながら全体としてアテナイの対外的な勝利を称揚しつつ、同時に勝利に際しての振る舞いを戒める警告的な意味合いも持っていたと言われる。その後、ペロポネソス戦争で投降したスパルタ兵から得た盾という象徴的な戦利品が展示されるようになるなど、ストアが勝利の殿堂にふさわしい空間として認識され戦勝記念碑的性格がより強まっていたと考えられている。
- オイノエ （作者不詳）

アテナイ勢がスパルタ勢を破ったオイノエの戦い、あるいはオイノエでのアテナイ勢と同盟軍の合流を描いたものとされる。
パウサニアスは『ギリシア案内記』で「そのストアの最初にアテナイ人たちがアルゴス地方のオイノエにてラケダイモン人たちに対して陣を組んでいるのがまずある。描かれたのは、戦いの最高潮まで達せず、また武功を示すほどのところでもなく、それよりもむしろ戦いがはじまり武器持つ者たちが接敵しつつあるところである。」と記した。
- アマゾノマキア （作者はミコン）

アマゾン勢とアテナイ勢の神話上の戦いを描いたものとされる。
パウサニアスは「そして壁の中ほどでアテナイ人たちとテセウスがアマゾン族たちと戦っている。」と記した。
- トロイアの陥落 （作者はポリュグノトス）

トロイア戦争の神話から（トロイア王プリモスの娘）カッサンドラを凌辱した小アイアスの処遇についての協議を描いたものとされる。
パウサニアスは「そしてアマゾン族たちの次に、イリオスを手にしたギリシア勢と、カッサンドラに対して酷いことをしでかしたアイアスのために集まった王たちがいる。そしてその絵にはアイアスと捕らわれの女性たちと、加えてカッサンドラがいる。」と記した。
- マラトノマキア （作者はパナイノスまたはミコン）

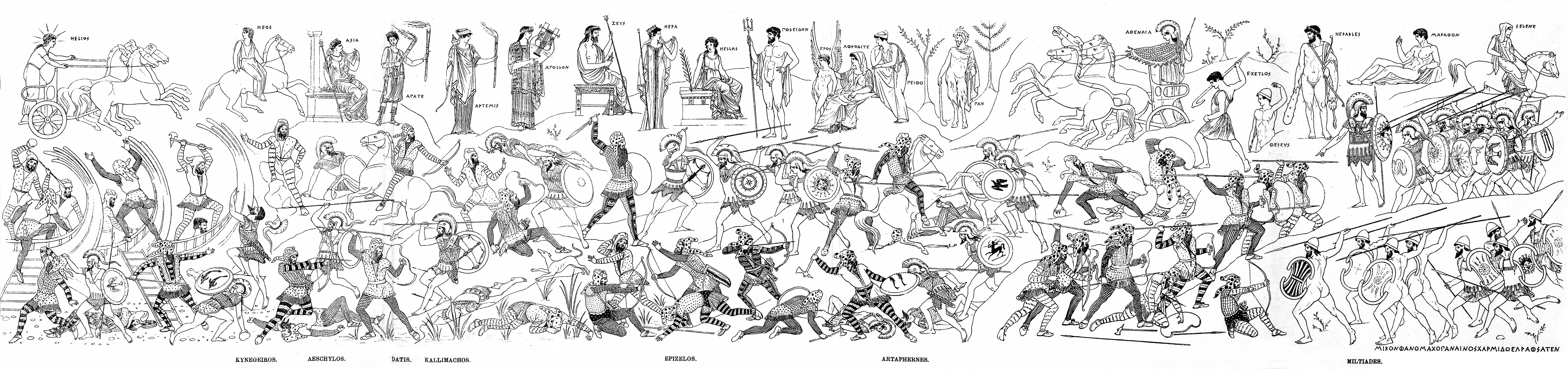
ストア・ポイキレに描かれたマラトンの戦い（復元）

マラトンの戦いを描いたものとされる。
パウサニアスは「そして絵の最後がマラトンで戦った者たちである。プラタイアのボイオティア人とアッティカの全軍に相当する者たちが、バルバロイと戦を交えている。」と記した。
ストア・ポイキレには5つ目の絵画『嘆願するヘラクレスの子供たち』が存在したとする説もあるが、多くの研究者はこの5つ目の作品はこの場所には陳列されていなかったとしている。

## 現地へのアクセス
- アテネ地下鉄 モナスティラキ駅 から西へ約300m（アテナイのアゴラ内、アテネ地下鉄1号線の線路沿い）